# Samuel Älgemalm
Samuel Älgemalm, ursprungligen Mohammed Ebrahim Gharachorloo, född den 28 september 1962 i Iran, är en svensk politiker och sedan valet 2006 kommunfullmäktigeledamot i Växjö för Sverigedemokraterna. Inför valet sade han sig vilja arbeta för att stoppa planerna på en moské i Växjö, minska arbetslösheten, öka antalet privata arbetsförmedlingar samt förbättra skolor och sjukvård.
Älgemalm kom 1985 som asylsökande till Sverige då han tvingats fly Iran på grund av sitt engagemang i ett kommunistiskt parti. Han var tidigare muslim och har konverterat till kristendomen. Älgemalm har flera gånger uppmärksammats för uttalanden som uppfattats som kontroversiella, bland annat uttalanden om islam. Hans agerande har på Dagens Nyheters ledarsida nämnts som ett exempel på Sverigedemokraternas rasism.

## Kontroverser
- I en debatt om Sverigedemokraternas nya program mot invandring på riksårsmöte 2007 kritiserade Älgemalm islam och muslimer och yrkade att partiets program skulle kompletteras med ett förbud mot islam. Partistyrelsen hänvisade till religionsfriheten och förslaget antogs ej.[4]
- Älgemalm lade i juni 2008 ut en text på Sverigedemokraternas webbplats där ett långt stycke ordagrant återfanns på den nazistiska Nationalsocialistisk fronts webbplats. Älgemalm hävdade att det var en slump att sex rader med text blev exakt lika formulerad och hävdade att han själv författat texten. Texten togs senare bort från Sverigedemokraternas webbplats.[5][6]
- I kommunfullmäktige 15 april 2008, i ett sammanhang om krav på ritualslaktat kött (kosher/halal), sa Samuel Älgemalm att "det finns inte så mycket judar i Växjö, tack och lov, fast vi har så mycket muslimer."[2]
- Under ett kommunfullmäktigesammanträde 2009 sade Älgemalm att narkotikamissbruket berodde på invandrare och att de flesta missbrukare var invandrare. Detta ledde till starka reaktioner och flera ledamöter protesterade och menade att Älgemalm hade fel i sak och att uttalandet var rasistiskt.[7] Sverigedemokraternas partiledare Jimmie Åkesson ansåg att uttalandet var rätt[8], medan Älgemalm hävdade att han blivit missförstådd.[2]
- Ett uttalande av Älgemalm, under ett kommunfullmäktigesammanträde, om att islam skulle vara "det största hotet mot vårt samhälle." ledde till en anmälan till justitiekanslern (JK) för hets mot folkgrupp [9] Justitiekanslern valde att lägga ned utredningen då det ansågs att ärendet låg utanför yttrandefrihetsgrundlagen och därför inte var JK:s sak att pröva.[10]

## Bedrägeri
Älgemalm erhöll under perioden augusti-oktober 1995 Kas-bidrag samtidigt som han erhöll a-kassa. Han fick också samtidigt socialbidrag. Älgemalm dömdes därför 2005 till villkorlig dom och 30 dagsböter för bedrägeri och ålades att betala tillbaka 23 000 kronor till Försäkringskassan.